# 雅南猪
雅南猪是中国猪的地方品种。
雅南猪原产于洪雅县、丹棱县、名山区、邛崃市、犍为县和荣县等县，在不同地区曾有不同的称呼。洪雅县、丹棱县称 “雅河猪”，邛崃市称 “南河猪”，名山县（现名山区）称 “名山黑猪”，犍为县称 “铁山猪”，荣县称 “楞子猪”。1976年，统一将这些地方猪命名为 “雅南猪”。